# Pierre Martinet (anarchiste)
Pour les articles homonymes, voir Pierre Martinet.
Pierre Martinet, surnommé « Pol » ou « le Paria », né le 5 mai 1848 à Laudun (Gard) et mort le 6 octobre 1919 à Clermont (Oise), est un militant anarchiste et dreyfusard français. Il est surtout connu pour être l'un des principaux fondateurs de l'anarchisme individualiste européen et éventuellement un indicateur de la police. 
Issu d'une famille de propriétaires terriens, Martinet commet plusieurs délits dans sa jeunesse, avant de rejoindre progressivement le mouvement anarchiste au cours des années 1880. En 1884, il s'illustre en étant l'un des protagonistes de l'affaire de la salle Lévis, un meeting où les socialistes blanquistes et les anarchistes se battent très violemment. Quelques mois plus tard, il bat le député Achille Scrépel lors d'un autre meeting et décide de fuir la France. Poursuivi par ses créanciers en Suisse, il revient en France, où il est arrêté et envoyé en prison.
Dès sa sortie de prison, à la fin des années 1880, Martinet réintègre les cercles anarchistes français et parisiens et est l'un des premiers militants à se désigner comme anarchiste individualiste. Il publie deux journaux, L'Anarchie (1890-1891) et La Renaissance (1895-1896) qui sont des jalons pour signaler l'apparition de ce mouvement politique et s'engage dans de nombreuses manifestations, conférences ou rassemblements, comme lorsqu'il lance les soupes-conférences. 
En plus d'avoir la réputation d'être un militant très violent, son comportement erratique et ses facilités financières étonnantes le font suspecter par un certain nombre d'anarchistes français d'être un indicateur de la police. Jean Grave, en particulier, entretient avec lui une relation très conflictuelle. Malgré ces accusations probablement vraies, il est aussi en lien avec un certain nombre d'anarchistes de la période, en particulier Charles Malato, Vittorio Pini ou encore Ravachol, les deux derniers demandant à ce qu'il intervienne à leur procès pour les défendre.
Après l'affaire Dreyfus, où il s'oppose à l'antisémitisme, Martinet cesse progressivement son militantisme et se consacre à jouer des pièces de théâtre et en écrire. En 1918, Malato note qu'il a complètement abandonné l'anarchisme et est devenu propriétaire.

## Biographie

### Jeunesse et premières actions

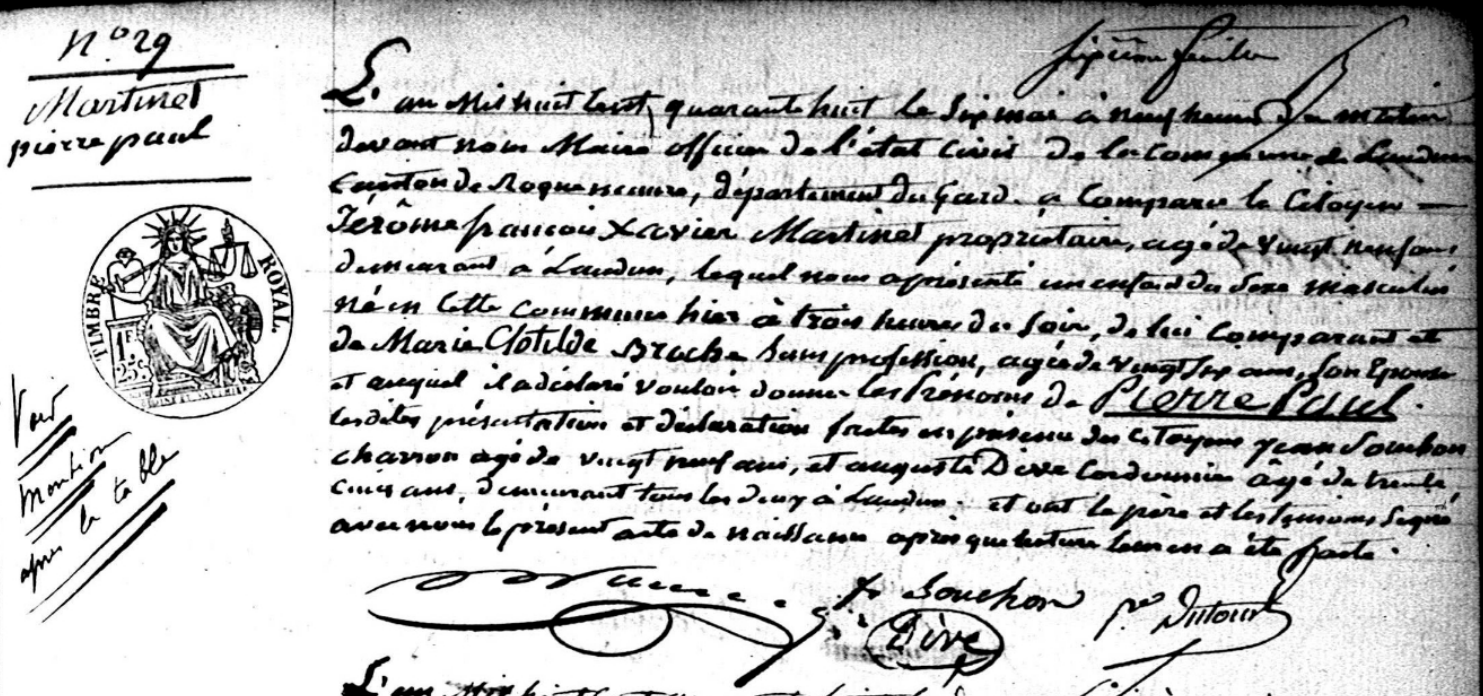
Acte de naissance de Pierre Martinet (6 mai 1848). Archives départementales du Gard.

Pierre Paul Désiré Martinet naît à Laudun le 5 mai 1848, il est le fils de Marie Clotilde Brache, sans profession et d'un propriétaire terrien du Gard nommé Jérôme François Xavier Martinet,. Il commence à être condamné plusieurs fois par la justice française pour différents motifs, dans l'ordre :
- En 1866, à Marseille, huit jours de prison, pour port d’arme prohibée;
- En 1867, à Nîmes, deux ans pour vol;
- En 1871, six mois de prison pour cris séditieux;
- En 1873, à Paris, cinq ans de prison, cinq ans de surveillance pour vol et outrages;
- En 1880, à Paris, quinze mois de prison pour vol, abus de confiance et outrages aux bonnes mœurs.

Il rejoint le mouvement anarchiste et devient un compagnon pendant cette période et est fiché par la police comme anarchiste à partir de 1884. Lors d'une réunion anarchiste tenue en fin novembre 1884, il fait un discours et dans le tumulte qui suit celui-ci, protège les journalistes présents - en particulier Gabriel Terrail - en s'exclamant : « Compagnons, je vous rappelle qu'ils sont nos hôtes ! ».

### Affaire de la salle Lévis

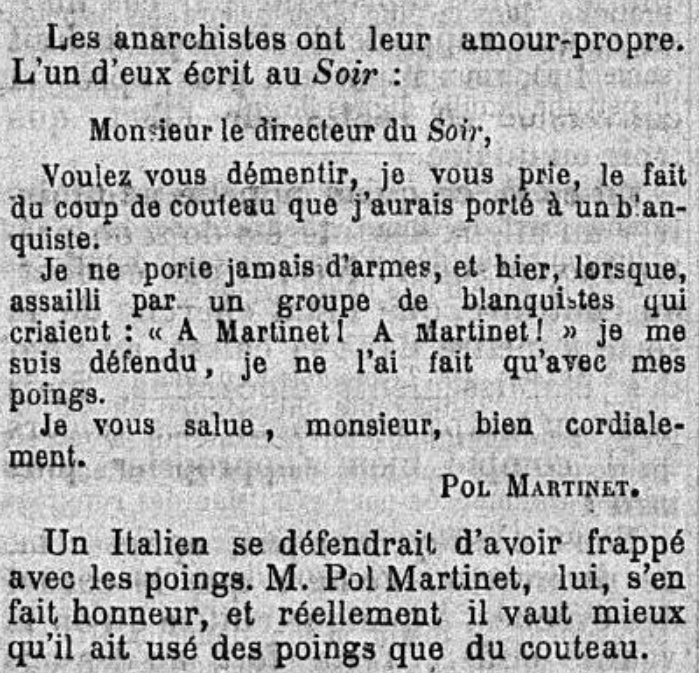
Réponse de Martinet à la nouvelle selon laquelle il aurait utilisé d'un couteau pendant cet événement et remarque désobligeante contre les Italiens. L'Univers, 31 décembre 1884

Le 8 décembre 1884, un meeting important du mouvement ouvrier se déroule à la salle Lévis et rassemble plus de trois mille participants,. Plusieurs orateurs socialistes blanquistes s'y manifestent, comme Édouard Vaillant ou Jules Guesde,. Le long des couloirs menant à la pièce, des militants blanquistes ont reçu l'ordre de garder les abords de la salle et d'empêcher aux anarchistes d'y entrer. Ils gardent aussi la tribune. L'un des orateurs anarchistes, Gustave Leboucher, tente d'entrer mais est refoulé et se retrouve dans la rue. Cependant, un groupe d'une trentaine de compagnons anarchistes, dont Martinet est l'un des meneurs, se présente ensuite à l'entrée de la salle et commence à forcer le passage le long des couloirs pour rejoindre la salle.
Ils parviennent à entrer après quelques échauffourées, en arrivant à repousser les militants socialistes qui bloquent le passage, ils entrent dans la salle et dans le meeting. Ils se dirigent vers le côté gauche de la tribune, ne sont pas arrêtés et s'installent là. Ils refusent toute légitimité au processus électoral commencé dans la pièce sans eux, et veulent faire élire Leboucher et Ponchet à la place de Vaillant qui est en train d'être élu. Ponchet monte sur la tribune, déclare que les ouvriers devraient élire un ouvrier et non Vaillant, puis est repoussé. Un autre militant anarchiste, Daniel, tente de prendre la parole à sa suite mais il en est empêché. Alors, tandis que les socialistes sont en train de faire monter sur la tribune un autre orateur socialiste, les anarchistes présents prennent des marteaux qu'ils ont apporté ; éclatent les tables qui sont face à eux, s'arment des débris qu'ils peuvent tirer de ces tables puis se jettent sur la tribune et le cordon de sécurité socialiste autour de Vaillant.

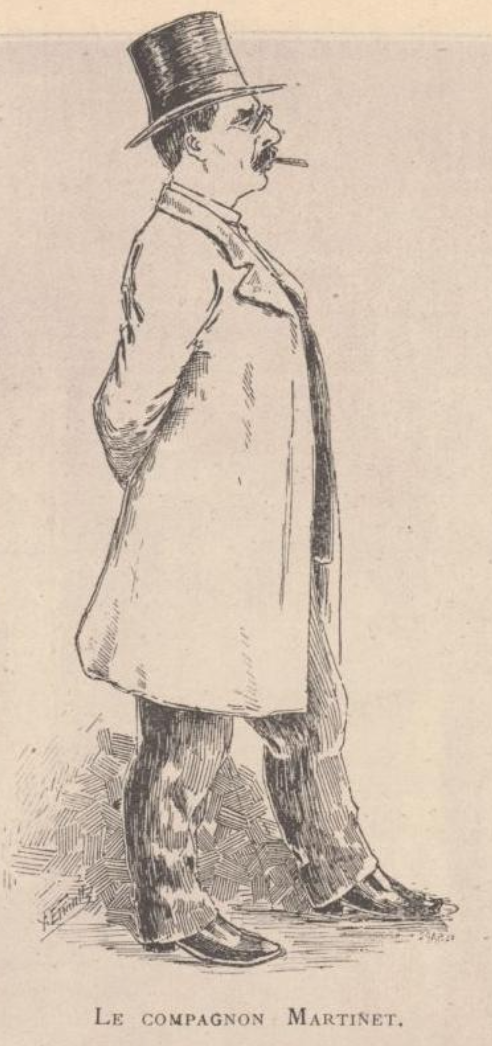
Représentation de Pierre Martinet dans Le Monde illustré (9 avril 1892)

Ils essaient d'escalader l'estrade trois fois mais les socialistes qui la contrôlent leur envoient des carafes, les frappent avec des cannes, ce qui rend impossible de l'escalader. Alors, Martinet entreprend un mouvement tournant avec ses compagnons, parvient à monter en passant par un côté et arrive sur l'estrade. Là ; les anarchistes en viennent au corps à corps avec les socialistes ; tandis qu'une partie importante de socialistes de la pièce commence à fuir vers l'extérieur, et que la police arrive dans la rue dans un tumulte - les longs couloirs rendant la sortie plus difficile ; le combat continue. Les anarchistes, qui sont en vaste infériorité numérique mais arrivés sur l'estrade se battent avec les socialistes en s'armant de tables, chaises, couteaux ; des socialistes proches de la sortie parviennent à détacher des pavés du sol et commencent à les envoyer sur l'estrade, ce qui ajoute au chaos de la scène. Un vieillard proche de Blanqui est reconnu par plusieurs anarchistes, qui l'attaquent.

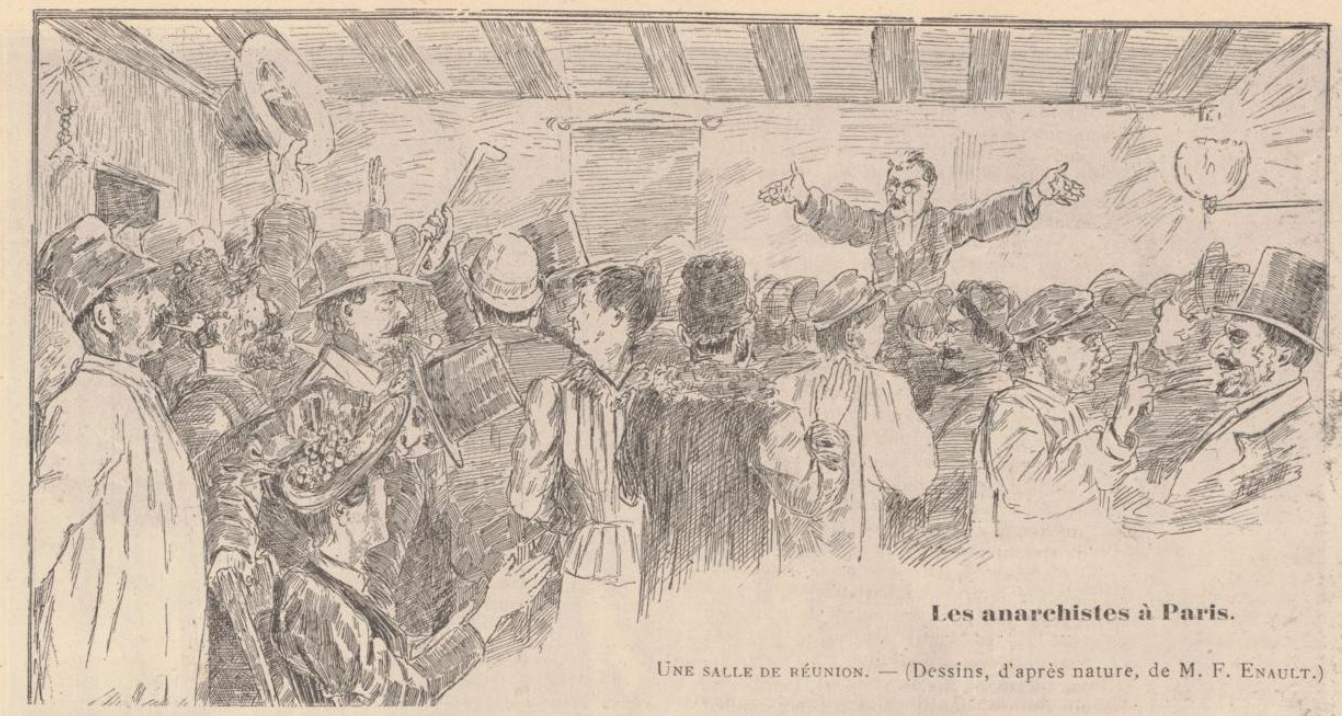
Pierre Martinet (?) prenant la parole lors d'une réunion anarchiste dans Le Monde illustré (9 avril 1892)

Les socialistes décident alors de fuir la pièce et le tumulte se poursuit à l'entrée de la salle Lévis ; les anarchistes prennent l'estrade et commencent à y parler pour les personnes encore présentes. Au dehors, les socialistes, qui ne sont pas satisfaits de s'être fait « démonter » par trente militants seulement, décident de retenter un retour offensif, sans succès. La police parvient ensuite à entrer dans la pièce et arrête une partie des militants anarchistes.
Quelques jours plus tard, Martinet écrit au Soir pour lui demander de rectifier l'information selon laquelle il aurait donné des coups de couteau pendant cet événement.
Au début de l'année 1885, il participe au procès de Leboucher en tant que témoin à décharge,,. Il assure que son compagnon arrêté n'a rien fait de répréhensible et qu'il doit être innocenté par la justice, ; il se plaint aussi du fait que la justice serait plus douce pour les bourgeois que les ouvriers comme Leboucher. Le procureur le coupe et l'empêche de parler, lit ses condamnations puis déclare que pour l'honneur de la justice, il ne peut le laisser parler plus longtemps, et l'exclut de l'audience,.

### Poursuite de ses activités, conflits, suspicions
Alors que l'illégalisme, l'idéologie mêlant criminalité et anarchisme, n'est pas encore une idéologie constituée - naissant à la suite des actions de Clément Duval et des Intransigeants comme Vittorio Pini, Martinet est mis en cause par d'autres anarchistes ; qui trouvent qu'avoir fait parler un criminel pour défendre un militant est indigne ; il doit se défendre des accusations d'être quelqu'un d'immoral - déclare être pauvre et ne pas mériter d'être exclu des compagnons. Après deux heures où il se défend, le groupe décide de lui permettre de rester parmi les anarchistes mais décide que ses prises de position n'engagent que lui et qu'il ne peut parler au nom des anarchistes.
Martinet poursuit son militantisme. Le 9 février 1885 avec quelques autres anarchistes, il se rend à Montreuil et Bagnolet, entre autres, pour recruter tous les sans abris et chômeurs qu'il peut et les envoyer vers la place de l'Opéra, où ils doivent manifester. Il leur donne comme indication de fuir dès que la police arriverait, mais de revenir si possible rapidement après. Il se débat avec les policiers venus l'arrêter,.

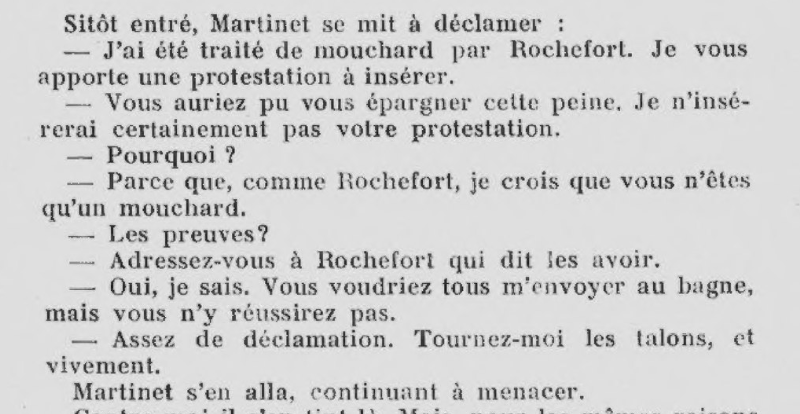
Représentation négative de Martinet faite par Jean Grave, Le mouvement libertaire sous la IIIe République (1930)

Le 11 février 1885, le journal socialiste L'Intransigeant, le cible comme indicateur de la police ; selon la présentation faite par le journal, Martinet serait un agent provocateur, ses absences dans les dîners anarchistes seraient suspectes alors qu'au contraire, la journée, il participerait à des meetings, et il serait encore en liberté alors que sa condamnation à être surveillé supposerait qu'il devrait résider à Melun. L'ensemble de ces éléments pousse le journal à le considérer comme un agent provocateur de la police, qui aurait été arrêté pour ne pas compromettre sa couverture et résoudre le fait qu'il ne soit pas à Melun.
Une telle catégorisation de Martinet comme indicateur de la police est partagée par Jean Grave, avec qui l'anarchiste est en conflit ouvert. Alors que Martinet lui rend visite pour lui demander d'insérer dans La Révolte un démenti des accusations faites par L'Intransigeant, Grave lui dit qu'il ne le fera pas et qu'il pense, comme Henri Rochefort, le directeur de L'Intransigeant, que Martinet est un « mouchard ». Martinet lui demande des preuves, Grave lui répond de les demander à Rochefort, avant de lui fermer la porte au nez.
Pour cette affaire, il est condamné de six mois de prison et cinq ans de surveillance.

### Affaire de Lys-lez-Lannoy

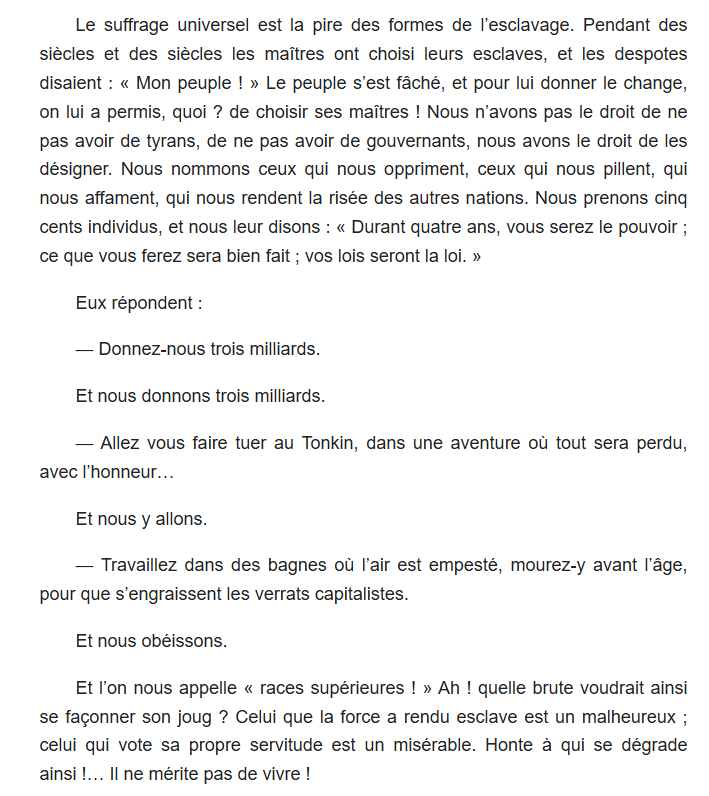
Extrait de son texte Abstention — Destruction (1885) (Archives de la Préfecture de Police de Paris - Ba613 - courtoisie d'Archives anarchistes)

Dès sa sortie de prison, il quitte l'Île-de-France et se rend en Belgique, dont il est expulsé très rapidement après avoir insulté un bourgmestre et dénoncé la traite des blanches, c'est-à-dire le trafic d'êtres humains qui sont des femmes et d'origine européenne.
Il revient en France après son expulsion et s'installe à Roubaix. Là entre août 1885 et février 1886, il s'engage dans de la propagande anarchiste en faisant des affiches. Parfois, il emporte ces affiches avec lui, quand il travaille comme « homme-sandwich ». Il fait des discours en public, qui plaisent assez aux ouvriers des environs. Martinet écrit et publie aussi plusieurs textes comme Les infamies de la police de Roubaix, Les deux complices ou encore Le Pharisien et le gros porc.
Le 28 septembre 1885, le député bourgeois Achille Scrépel organise un meeting à Lys-lez-Lannoy pour se donner une légitimité populaire. La réunion est publique et contradictoire ; et Martinet décide de s'y rendre. Il est rejoint par de nombreux compagnons roubaisiens et des ouvriers - l'ensemble fait plusieurs centaines de personnes tandis que les autorités ne disposent que du garde champêtre de Lysdans la pièce pour essayer de contrôler les débats. Ils entrent dans le meeting et s'installent. Au début de l'assemblée, un orateur se lève, poussé par Scrépel, et déclare qu'il faudrait élire Scrépel comme président de l'assemblée. Sa candidature est mise aux voix, mais seulement soixante voix (≈20%) sur les plus de trois cent personnes le soutiennent. Elle est repoussée par environ deux cent cinquante votants (≈80%). Un soutien de Scrépel prend alors la parole, se fait insulter, et déclare que puisque Scrépel organise le meeting, il doit être élu. Cette fois, il n'obtient plus que trente voix, tandis que le candidat syndicaliste soutenu par les anarchistes, Henri Carrette, obtient le reste des voix. Les républicains présents tentent de remettre la question au vote, ce qui pousse Martinet à s'exclamer :  

« Voilà deux fois que nous votons ! Carrette sera président ! »

Une bagarre éclate ensuite sur l'estrade, les républicains s'enfuient rapidement de la salle - sauf Scrépel, qui est encore au pied de l'estrade ; Martinet et trois autres compagnons le poursuivent, prennent une table et le bloquent entre la table et l'estrade. Martinet lève la canne qu'il tient de manière menaçante vers le député, mais celui-ci parvient à s'enfuir et quitter la salle, sous les échauffourées. Le maire de Lys essaie d'entrer dans la salle pour empêcher la bagarre de se poursuivre mais les anarchistes présents le prennent pour le commissaire de police, et le frappent plusieurs fois au visage avant qu'il ne s'enfuie aussi. Pour éviter d'être arrêtés, les anarchistes se forment ensuite en un groupe compact et quittent les lieux avant de rejoindre Roubaix. Martinet est arrêté le lendemain alors qu'il publie des affiches et mis en procès pour l'agression du maire.
En attendant son procès, il est arrêté pour les affiches qu'il placarde, puis, après son acquittement faute de preuves pour l'agression du maire, Martinet est de nouveau arrêté, cette fois-ci pour avoir visé le commissaire central de Roubaix dans une affiche.

### Emprisonnement, exil
Le 29 décembre 1885, il est condamné à trois mois de prison à Paris pour avoir échappé à sa surveillance. Martinet est acquitté pour l'affaire de Lyz-les-Lannoy en janvier 1886 mais en février, il est condamné à Douai par contumace à six mois de prison et cinq ans d'interdiction de séjour pour coups et blessures, entre autres. Pendant ces six mois de prison, Martinet rédige une pièce de théâtre en vers depuis la prison de Mazas, intitulée Chiens opportunistes.
À sa libération, le militant rejoint d'abord Metz avec sa compagne puis la Suisse et plus précisément Genève. Les compagnons genevois sont suspicieux avec lui, car ils sont avertis par des militants français de faire attention à ce profil comme possible indicateur de la police. Il est arrêté à Annemasse encore dans la période où il peut faire appel, fait appel et est donc laissé en liberté - avant de repasser en Suisse, s'installant à Lausanne, cette fois.
Il quitte la ville en 1888, poursuivi par ses créanciers, se fait arrêter à Marseille en 1888 et est envoyé faire sa peine de prison.

### Retour à Paris

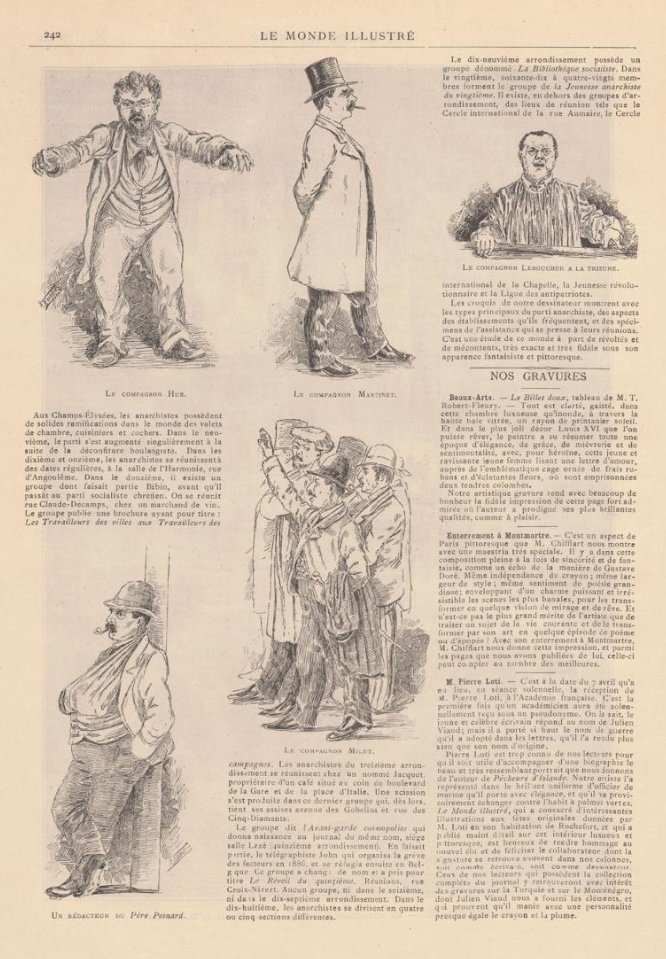
Deuxième page concernant 'Les anarchistes à Paris' dans Le Monde illustré (9 avril 1892) et présentant Martinet ou Gustave Leboucher comme des figures du mouvement

Revenu à Paris après sa libération, il s'intègre aux cercles anarchistes de la capitale de nouveau. Profitant au cours des années 1889-1890 des débats sur l'illégalisme naissant, il commence à théoriser l'individualisme anarchiste et appartient au premier groupe qui s'auto-désigne de la sorte. Pendant l'affaire Pini, où l'anarchiste Vittorio Pini est mis en procès, un des éléments déclencheurs de la naissance de l'illégalisme ; Martinet lui propose en tant qu'ami de se pourvoir en tant que défenseur lors de son procès. Le juge refuse cette demande.
En 1890, étant donné que les compagnons ne veulent pas le soutenir financièrement, il fonde le journal L'Anarchie seul. Celui-ci est condamné dès le départ par son faible nombre de lecteurs et disparaît rapidement. Martinet s'engage alors aussi dans des discours, notamment certains qui visent l'armée et les bataillons disciplinaires. Vers fin avril 1890, l'anarchiste participe à une réunion du mouvement ouvrier cherchant à décider l'action à suivre le 1er mai suivant ; les marxistes proposent de faire une manifestation pacifique, ce qui déplaît fortement aux anarchistes et à Martinet, qui protestent. Martinet fait un discours où affirme que les manifestations pacifiques sont inutiles et détournent les travailleurs des vrais combats révolutionnaires. Il soutient que les anarchistes participeront tout de même aux manifestations car elles peuvent servir de « boîtes à surprise » pour amener la révolution. Il s'oppose aussi à la grève générale comme principe d'action, soutenant que les grèves générales ne serviraient qu'à détourner les militants de l'action directe.
Le 27 avril 1890, il va chercher Charles Malato et Ernest Gégout à la sortie du tribunal où ils viennent d'être condamnés à quinze mois de prison pour un article dans leur journal, L'Attaque, donnant des formules chimiques pour créer des bombes. Bien qu'ils soient remis en liberté, la police veut arrêter les deux anarchistes de nouveau. Les trois se battent avec les policiers venus les arrêter, Martinet est arrêté avec ses deux compagnons.
L'anarchiste ne peut organiser la réunion qu'il voulait faire le 1er mai, et pour laquelle il a donné dix francs d'arrhes au propriétaire de la salle qu'il loue. Puisqu'il est en prison, il ne peut ouvrir la salle et les militants venus assister au meeting ne peuvent entrer. Remis en liberté, il organise une conférence le 8 mai 1890 où il parle de suffrage universel et du parlementarisme - elle coûte cinquante centimes pour y assister et les fonds sont reversés à la défense et au soutien des prisonniers anarchistes. Il la conclut par des chansons et des lectures de poèmes qu'il a écrit.
En juin de la même année, Martinet se trouve dans la salle d'audience quand le marquis de Morès, un militant nationaliste et antisémite est jugé pour des publications antisémites. Le procureur demande s'il est l'auteur du document, ce à quoi le marquis répond que non, puis le procureur l'accuse de s'être coordonné avec Pierre Martinet pour l'imprimer - ce qui provoque l'indignation de l'anarchiste, qui se lève et l'accuse de mentir avant d'être exclu de l'audience.
Vers fin juillet 1890, Martinet invite Théodore Garnier, un abbé antisémite et précurseur du catholicisme social, pour qu'ils puissent débattre de la religion - Sébastien Faure se joint à Martinet mais ses interventions sont moins bien reçues par le public,. Lors de ce débat, il soutient que les pères de l'Église auraient été les premiers socialistes du monde mais qu'ils n'auraient pas été jusqu'au bout de leur pensée et auraient à terme servi à asservir plus que libérer.

### 1891 et affaire de Clichy

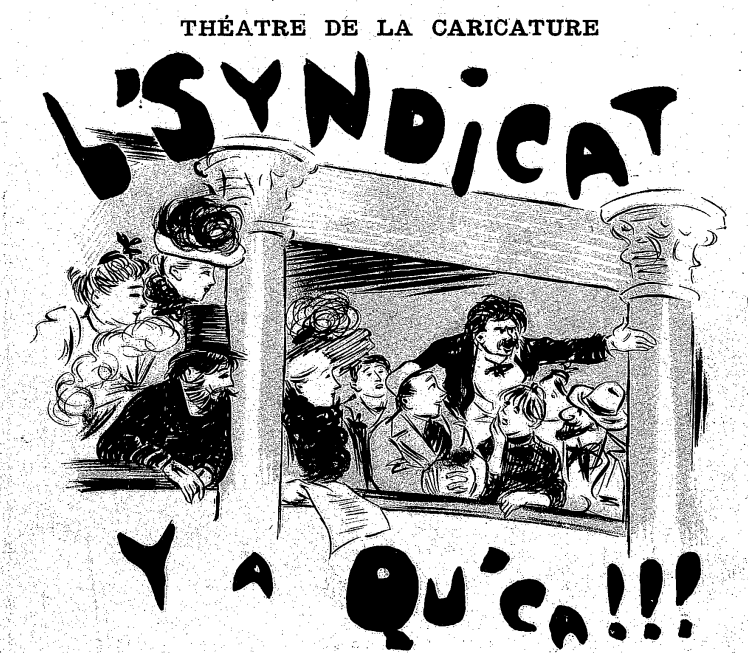
Parodie de Pierre Martinet dans La Caricature pour leur ouvrage parodique L'syndicat, y'a qu'ça !

Martinet côtoie le couple de militants Jean-Pierre François - du groupe des Pieds plats - et Victorine Delanoy, à qui il rend visite tous les dimanches. Martinet et François sont des amis intimes.
En mars 1891, il participe à une réunion anarchiste à Saint-Denis, où il est l'un des trois orateurs - Faure et Tortelier devant aussi se déplacer, mais annulant sa participation peu avant. Lors de son intervention, il soutient l'idée que la lexicographie, c'est-à-dire la science des mots, serait fortement marquée par le point de vue bourgeois - et que les dictionnaires devraient être revus à l'avenir pour dépasser ce point de vue.

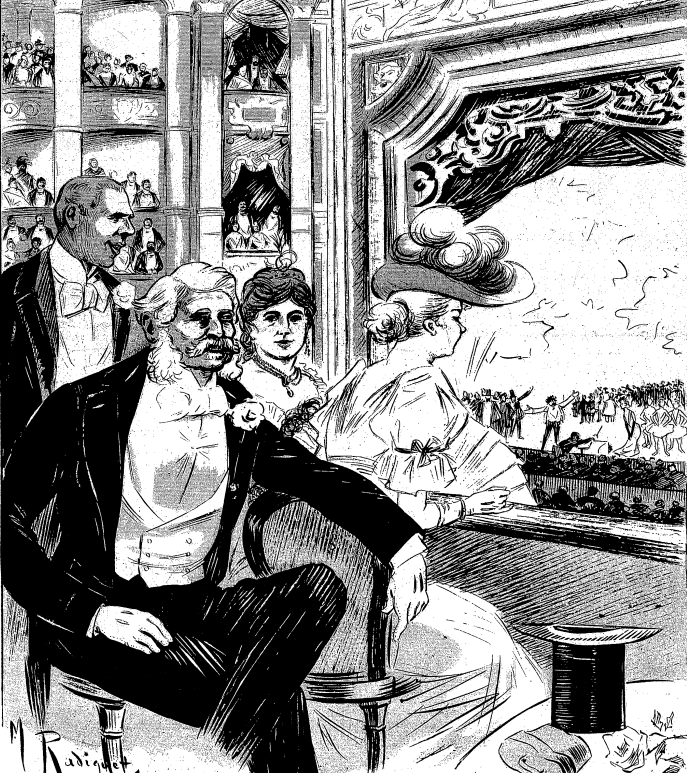
Pierre Martinet et Yvette Guilbert sur scène dans La Caricature pour leur ouvrage parodique L'syndicat, y'a qu'ça !

Le 1er mai 1891, il est visé par une perquisition. Le même jour, un petit groupe d'anarchistes manifeste en se dirigeant vers Clichy. Ils trouvent sur leur route quatre policiers, un conflit se produit et une partie des anarchistes se redirige vers un bar attenant pour y acheter quelque chose à boire. Des policiers font ensuite irruption dans le bar pour saisir un « symbole séditieux », en l'occurrence le drapeau rouge apporté par le groupe. Des coups de feux sont échangés. Trois membres de ce groupe, Henri Decamps, Charles Dardare et Louis Léveillé, refusent de se rendre et sont frappés au sabre. Ils sont ensuite transportés au commissariat de Clichy, où ils sont battus, reçoivent des coups de crosse et de pieds avant d'être laissés sans traitement ou sans eau. Apprenant par la presse la nouvelle selon laquelle Decamps serait mort des suites de ses blessures à l'hôpital, Martinet s'y rend et veut récupérer le corps de force - avant d'être calmé quand on lui assure que son ami n'est pas mort.
Le 10 mai 1891, il organise un rassemblement en honneur aux victimes du massacre de Fourmies, un événement arrivé le même jour que l'affaire de Clichy, neuf jours plus tôt. Lors de ce rassemblement, les anarchistes vont poser des gerbes de fleurs autour du monument à la République.
Pendant cette période, les rapports de la police à son sujet sont circonspects sur son rôle, on y lit: 

« Voyez toutes les bagarres qui se sont produites dans les réunions depuis deux ans, les incidents parfois sanglants intervenus dans quelques journaux et cherchez-en l’auteur. C’est toujours Martinet qui propose, et son troupeau qui le suit [...]. Impossible de savoir ce que veut ce sphinx anarchiste, dont les actes et les paroles sont si souvent contradictoires, d’un jour à l’autre. En tout cas s’il fait le jeu de quelqu’un, ce quelqu’un ne doit pas toujours être ravi. »

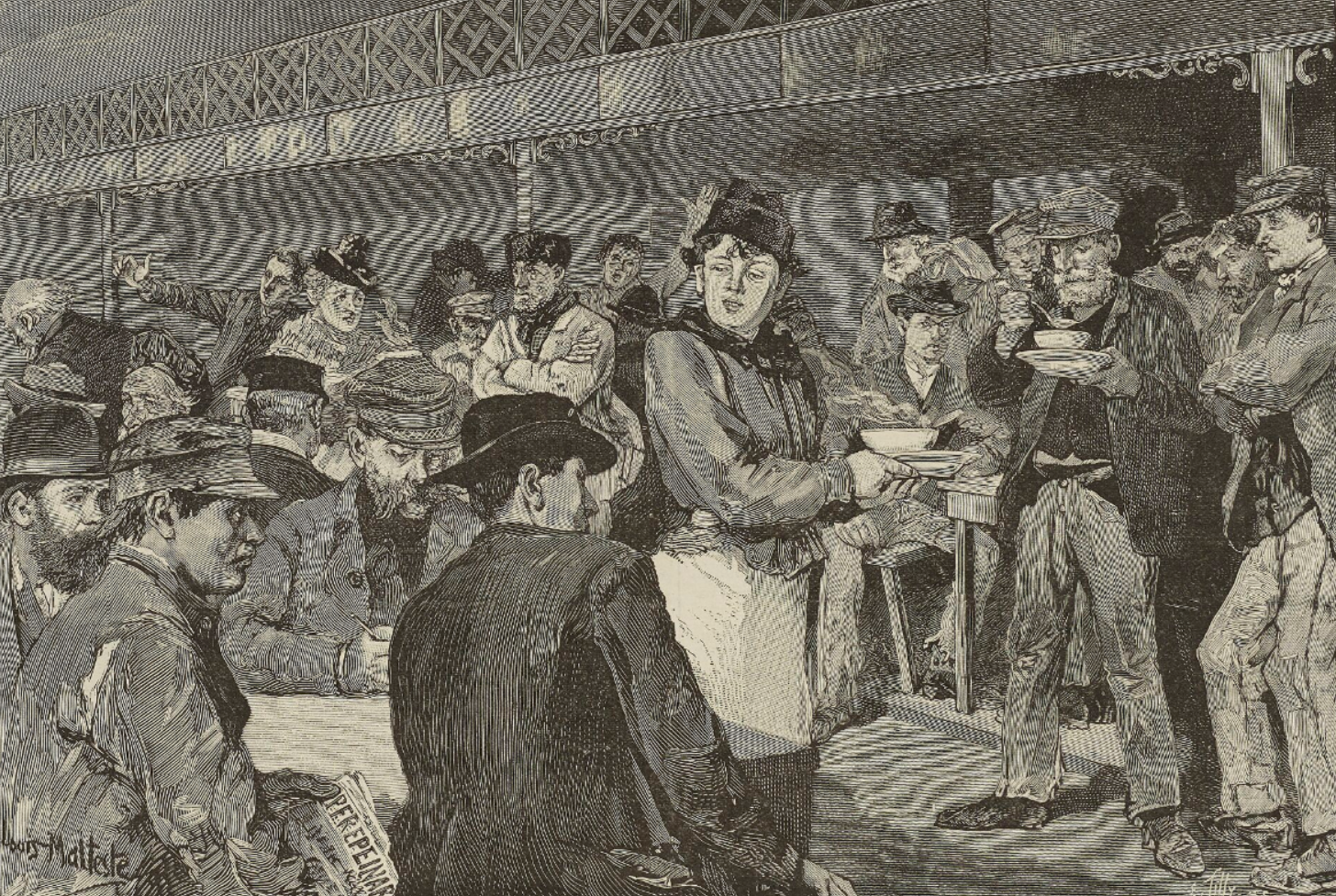
Soupes-conférences, qu'il finance et organise, peu avant Noël 1892, L'Illustration (24 décembre 1892)

Un mois plus tard, le 10 juin, Martinet participe à un meeting sur le boulevard Barbès en compagnie de Faure et Gustave Leboucher. Lors de ce meeting, qui réunit aussi des socialistes et d'autres mouvances, il entre en conflit avec le socialiste Gustave Rouanet, qui l'a accusé d'être un informateur. Celui-ci est alors à la tribune, fait un discours sur le fait que les socialistes ne chercheraient pas à amputer la liberté, puis se fait prendre à partie par Martinet, qui lui demande de répéter devant lui ce qu'il aurait dit au conseil municipal de Paris, où il l'aurait qualifié de « mouchard ». Les deux se battent ensuite quand Martinet et d'autres anarchistes montent sur la tribune ; Rouanet est renversé et écrasé au sol par le tumulte - il s'enfuit rapidement. Le fait que les chaises volent dans la pièce brise les lampes et provoque une obscurité importante dans la réunion. L'anarchiste est alors pris à partie par plusieurs personnes, qui le battent en retour - il sort de la salle le visage en sang en criant « Vive l'anarchie ». Dès qu'il sort de la salle, il est arrêté par la police et incarcéré.

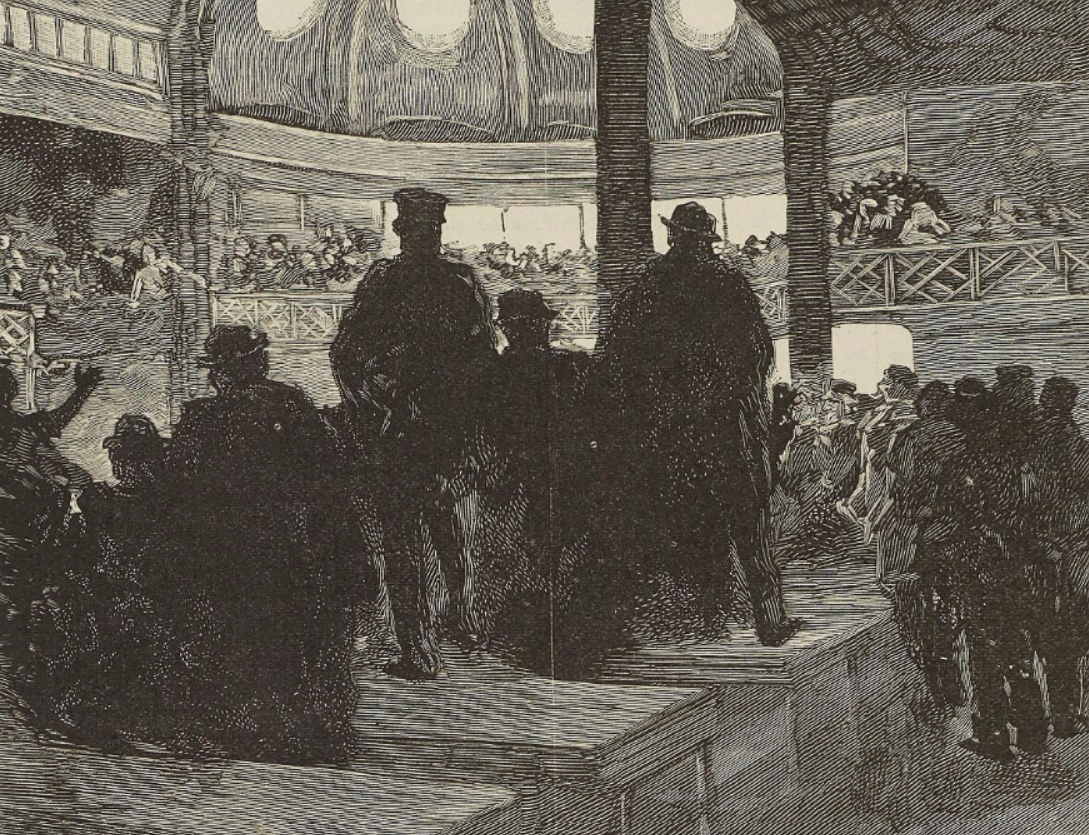
Soupes-conférences, qu'il finance et organise, peu avant Noël 1892, L'Illustration (24 décembre 1892)

Pendant la visite du grand-duc Alexis Alexandrovitch de Russie, qui loge à l'Hôtel Continental, la sécurité policière autour du lieu est très importante. L'anarchiste s'y présente avec un œillet rouge à la poitrine mais ne fait que passer devant. Il est toutefois suivi par deux agents qui s'assurent qu'il ne fait rien de compromettant, mais celui-ci les emmène dans une promenade aux Tuileries.
Fin novembre 1891, il organise et finance les soupes-conférences, où les compagnons et compagnonnes accueillent et donnent à manger aux sans-abris, mendiants et marginaux et font des discours. La première conférence attire près de mille personnes et distribue trois mille repas et autant de journaux anarchistes, avant qu'il ne fasse un discours. Un certain nombre de convives se resservent plusieurs fois à manger, ce qui explique la disparité entre le nombre de personnes et de soupes distribuées.
Lors d'une de ces soupes-conférences en décembre 1891, il invite Séverine à venir participer et celle-ci le rejoint.

### Ère des attentats (1892-1894)
Au début janvier 1892, Martinet est rattrapé par une affaire. En juin 1891, quatre anarchistes, Élisa Coquus, Louis Jacob, Chenal et Mursch, sont jugés pour avoir rédigé des affiches appelant à l'insubordination des militaires et dirigés contre « l'armée coloniale »,,. Alors qu'il n'est d'abord pas mis en cause, il se lève et réclame d'être mis en procès,. Le juge remet alors la question à plus tard, le temps que sa participation, ou non, aux actes soit établie. Après vérifications, il s'avère qu'il a bien participé à l'action et est donc mis en procès avec ses autres camarades,. Il utilise une loi ancienne qui dispose que les juges ne doivent pas siéger sans perruque pour déclarer que le tribunal est incompétent pour les juger,.
En attendant son procès, il est emprisonné à la prison Sainte-Pélagie avec Édouard Drumont, un important antisémite français et Lucien Pemjean, futur antisémite et collaborationniste français. Celui-ci écrit dans la publication collaborationniste et antisémite Le Pays réel en 1941 qu'il soupçonne Martinet d'être un informateur à cause du fait qu'il aurait de l'argent provenant de sources inconnues. Lorsque Drumont est libéré, il invite ses anciens compagnons de détention à dîner chez lui ; les anarchistes qui se déplacent, dont Martinet, entament des chants anarchistes comme l'Internationale ou la Muse rouge, ce qui indispose Drumont largement et le met en colère. Les convives en viennent presque à se battre. En 1898, Martinet fait afficher un placard où il critique Drumont comme un faible et un arriviste qui aurait feint avec les anarchistes d'être le plus radical de tous pour finalement trahir ces positions supposées. Il appelle aussi les anarchistes à le saisir pour le frapper. Il écrit à son sujet :

« Moi, je peux dire que là, je l'ai sauvé de la folie. Sa cellule était au-dessus de la mienne. Chaque nuit, il frappait, avec le manche de son balai, à mon plafond, me criant :
— Vous dont les fenêtres donnent sur la rue, ne voyez-vous pas des Juifs qui viennent brûler la geôle ?
— Rassurez-vous, répondais-je, je ne vois que la sentinelle qui nous garde. »

En janvier 1892, Martinet et Chenal sont condamnés à un an de prison, Coquus à trois mois et Mursch est acquitté,.

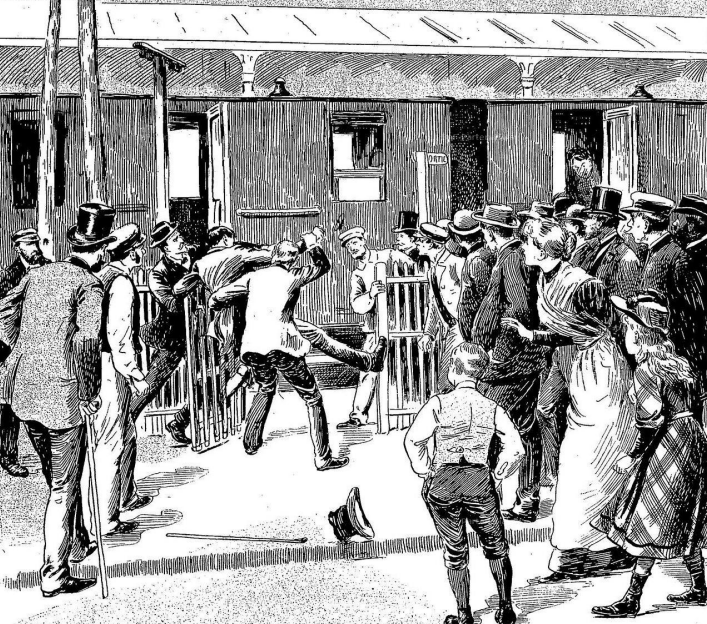
Arrestation de Martinet à la gare de Brunoy, L'Univers illustré (9 avril 1892)

Cependant, Martinet annonce faire appel. Il assiste avec son chien aux funérailles du communard Auguste Viard, où il prononce un discours. Au début de l'Ère des attentats (1892-1894), il se trouve à Brest en attendant son jugement, où il fait plusieurs conférences anarchistes et dit vouloir fuir très vite pour le Royaume-Uni,. Il déclare aussi ne pas vouloir se rendre car il ne souhaite pas être séparé de son chien. Le 16 mars 1892, Martinet quitte Brest, suivi par plusieurs agents qui cherchent à l'arrêter à Saint-Malo avant qu'il n'embarque, mais il parvient à les perdre. Deux jours plus tard il est de retour à Paris et va jusqu'à l'annoncer dans la presse,.
Il est alors en clandestinité en attendant le résultat de l'appel, sa compagne, qui va assister au rendu du verdict - le même qu'en première instance - est suivie par des agents de la police en retournant le voir. Alors qu'il va la voir à la gare de Brunoy, le 1er avril 1892, il est arrêté et se bat avec les policiers.

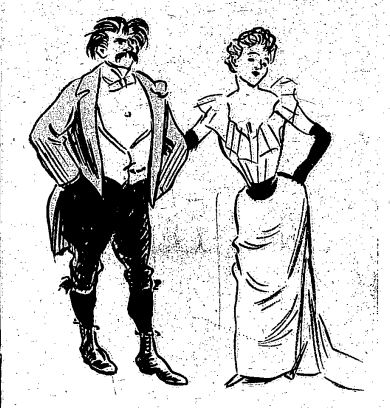
Martinet et Guilbert dans La Caricature pour leur ouvrage parodique L'syndicat, y'a qu'ça !

Pendant le procès de Ravachol, il lui écrit pour lui suggérer d'appeler un orateur « de notre foi » pour expliquer l'idéologie qu'il suit au jury. Martinet cite parmi les noms qu'il suggère, en plus de lui-même, Élisée Reclus ou Sébastien Faure. Ravachol et son avocat Louis Lagasse acceptent, mais la demande, qui est considérée par la justice, n'est pas accordée. Cependant, cette possibilité montre l'aspect spectaculaire du procès, où l'État français est pris de court par la défense de Ravachol et, au lieu de déshumaniser le terroriste comme dans la plupart des procès similaires, se trouve dans une situation où Ravachol parvient à présenter l'anarchisme à la cour comme une contre-idéologie à l'idéologie d'État.
Il est libéré le 21 juin 1893. Le 9 décembre 1893, à la suite de l'attentat de l'Assemblée nationale, des journalistes viennent l'interroger, alors qu'il est en compagnie de Laurent Tailhade. Les deux soutiennent entièrement l'attentat, qui vise des députés impopulaires et n'a tué personne, Martinet écrit quelques vers comme réaction :

« Plus on tuera
Mieux ça vaudra
Hardi les gars
C’est germinal
Qui fera pousser les semailles. »

Réfugié au Royaume-Uni en 1894, il revient en France en 1895 et reprend ses activités de militantisme anarchiste individualiste. Il fonde un nouveau journal : La Renaissance, qui publie 117 numéros entre fin 1895 et l'été 1896. Dans ce journal, Martinet et ses compagnons commencent à théoriser l'anarchisme individualiste ; c'est à cette période que le mouvement individualiste se distingue réellement du reste de l'anarchisme, en cessant de se fonder sur une critique de l'anarcho-communisme et plutôt en débutant sa propre autonomie idéologique. Martinet est l'un des anarchistes à assumer pleinement les actions d'Émile Henry et à le réhabiliter comme un symbole de l'anarchisme individualiste. En 1895-1896, il adopte et propage aussi largement les thèses illégalistes, en critiquant les autorités traditionnelles de l'anarchisme comme Grave ou Pierre Kropotkine et en soutenant l'usage de la reprise individuelle, c'est-à-dire le vol d'une cible bourgeoise pour redistribuer les produits du vol.

### Affaire Dreyfus
En 1898, dans le cadre de l'affaire Dreyfus, Martinet assiste à des réunions anarchistes, dont une où il fait « sensation » car sa compagne est vêtue richement. Il fait partie des cercles évoluant autour du dreyfusard Francis de Pressensé avec les anarchistes Antoine Cyvoct et Albert Libertad pendant cette période. Martinet est par ailleurs lié à la Ligue des droits de l'homme, organisation fondée par Pressensé, alors anarchiste, pour s'opposer à l'antisémitisme et soutenir Dreyfus.

### Fin du militantisme et dernières années
Il arrête ensuite progressivement de militer et laisse place à l'un de ses disciples, Eugène Renard, comme principal théoricien de l'anarchiste individualiste en France. En 1905-1906, pendant la loi de séparation des Églises et de l'État, Martinet soutient la mesure et se range derrière le socialiste Aristide Briand et Georges Clemenceau. En 1906, il profite d'un vide juridique pour envoyer une lettre avec un certain Robin qu'il présente comme un camelot (distributeur de journaux), où il demande à pouvoir exercer un culte catholique avec lui dans toutes les églises parisiennes - car la loi prévoit que deux personnes seraient suffisantes pour ouvrir une cérémonie, sans réellement préciser le nombre d'églises concernées,,. Cependant, lorsque les journalistes se rendent à l'adresse qu'il a indiqué comme la sienne pour l'interroger - ils ne trouvent qu'un propriétaire mécontent qui leur signifie qu'il aimerait bien retrouver Martinet aussi, puisque celui-ci lui devrait de l'argent.
En 1909, il joue un prêtre dans l'Embarras du choix, une pièce de Guillot de Saix. L'année suivante, il joue un mari trompé dans Le Grand Cerf. En 1911, Martinet commence à rédiger une pièce en trois actes avec Léon Michel, intitulée Le Droit au bonheur.
En 1918, Charles Malato écrit à Grave et déclare que Martinet est devenu un propriétaire et a abandonné l'anarchisme. Ce constat est partagé par Les Temps nouveaux en 1920.
Martinet meurt le 6 octobre 1919 à Clermont, dans l'Oise.

## Postérité
Avec Gabriel Cabot et Albert Libertad, il est considéré comme l'une des principales figures de la mouvance anarchiste individualiste. Le quotidien anarchiste individualiste fondé par Libertad et Anna Mahé, L'Anarchie, porte le même nom que celui que Martinet publie, quinze ans plus tôt.

## Œuvres

### Premières publications
- Les Chiens opportunistes, prison de Mazas, mars 1885. (Archives nationales - F7 15981 2 - courtoisie d'Archives anarchistes)
- Abstention — Destruction, 1885. (Archives de la Préfecture de police de Paris — Ba613 — courtoisie d’Archives anarchistes)
- Manifeste électoral d'un Paria, 1885. (Archives de la Préfecture de police de Paris — Ba612 — courtoisie d’Archives anarchistes) (avec le groupe des Insurgés)

### Période roubaisienne (Archives nationales — F7 15981 2 — courtoisie d’Archives anarchistes)
- L’Avenir de l’Humanité, 1885-1886.
- Le Crime du Gros Porc, 1885-1886.
- Ce qu’a fait le Préfet, 1885-1886.
- Les infamies de la police de Roubaix, 30 janvier 1886.

### Articles
L'Anarchie (1890-1891) dont :
- Concession perpétuelle pour un fumier (à propos de l’enterrement de Jules Joffrin), 21 septembre 1890
- Fabrication de la soie artificielle, 21 septembre 1890, discussion anodine sur la soie ou manuel pour faire des bombes (?)

La Renaissance (1895-1896), 117 numéros.

### Correspondance
- Lettre à la presse, Saint-Brieuc, Le Phare de la Loire, 1892 (lire sur Wikisource)
- Lettre à Ravachol et requête de Ravachol, Paris, Gil Blas, 1892 (lire sur Wikisource)

### Fragments
- L. Ravaille, Drumont anarchiste, Paris, Les Droits de l'Homme, 1898 (lire sur Wikisource)

## A propos

### Presse
- Le meeting d’hier, dans l’Écho de Paris, 9 décembre 1884, affaire de la salle Lévis
- Arrestation d'anarchistes (2 octobre 1885), dans Le Siècle, tabassage du député Scrépel

### Sources anarchistes
- Les Ratichons Socialos par Émile Pouget dans Le Père Peinard, 3 août 1890, critique de sa rencontre avec l'abbé Garnier
- Au Palais d’Injustice par Émile Pouget dans Le Père Peinard, 24 janvier 1892, soutien de Martinet pendant son procès

### Sources policières

#### Archives nationales - F7 15981 2 - courtoisie d'Archives anarchistes
- Martinet Paul Pierre — Anarchiste — Renseignements (1883-1885)
- Martinet Paul Pierre — Anarchiste — Affichage d'un placard provoquant à l'Émeute (1885)